# Ifigenia in Tauride (Carafa)
Ifigenia in Tauride è un'opera lirica in 2 atti di Michele Carafa.
Fu rappresentata per la prima volta al Teatro San Carlo di Napoli il 19 giugno 1817.

## Personaggi e interpreti della prima
- Ifigenia, Isabella Colbran
- Toante, Andrea Nozzari
- Pilade, Claudio Bonoldi
- Artemide, Maria Manzi
- Oreste, Michele Benedetti
- Sommo Sacerdote, Pietro Sambati